# Scramblasi
Le scramblasi (dall'inglese "to scramble" che significa mescolare) sono proteine adibite allo spostamento dei fosfolipidi da un monostrato all'altro del doppio strato lipidico all'interno della membrana plasmatica di una cellula. 
Questa proteina, a differenza della flippasi non è selettiva nei confronti dei lipidi ma li "capovolge" dall'altro lato della membrana in maniera casuale e aspecifica.
Essa pertanto fa sì che i fosfolipidi non vengano aggiunti solamente da un lato al momento della formazione o dell'espansione della membrana, ma anche dal lato opposto a contatto con l'ambiente extracellulare.